# Samnieten

Kaart van de volkeren op het Apennijns Schiereiland in de 4e eeuw v.Chr.

De Samnieten waren een volk uit het zuidelijke deel van de Apennijnen, dat lange tijd een geduchte vijand van de Griekse kuststeden in Zuid- Italië was. Toen de Romeinen hun gezag naar deze streken uitbreidden, kregen zij ook met hen te maken.
Samnium (in het Oskisch "Safinim" genaamd) grensde in het westen aan Latium, in het oosten aan Apulië en in het zuiden aan Campanië. Dit bergachtige, van de zee afgesloten gebied werd tussen ca. 600 v.Chr. en 300 v.Chr. beheerst door het Oskische volk der Samnieten.
De Samnieten waren verdeeld in vier stammen: de Pentri, Caraceni, Caudini en Hirpini. Mogelijkerwijze hebben de aan de kust van de Adriatische Zee wonende Frentani zich later ook bij de Samnitische federatie aangesloten. De belangrijkste stad in hun gebied was Malventum, dat na de Romeinse overwinning op Pyrrhus van Epirus, die in 275 v.Chr. bij deze plaats behaald werd, omgedoopt werd in Beneventum.
De groei van Samnitische bevolking werd beperkt door de arme bodem van hun grondgebied. Dit leidde tot de gewoonte van de ver sacrum, het "heilig voorjaar", waarbij alle jongens en meisjes die in een bepaald jaar geboren werden aan een godheid werden gewijd en bestemd waren om, zodra zij de volwassen leeftijd hadden bereikt, buiten de grenzen van Samnium een nieuwe woonplaats te zoeken, zo nodig met geweld. Daarbij kwam dat de Samnieten geduchte krijgers waren, die gevreesd waren bij al hun buren.
In 354 v.Chr. sloten de Samnieten voor het eerst een verdrag met Rome, waarbij hun grens met Rome langs de rivier Liris werd vastgesteld. De bevolking van Campanië, waarvan Capua de hoofdstad was, voelde zich door de Samnieten bedreigd en zocht steun bij Rome, waardoor een conflict tussen Rome en de Samnieten niet lang kon uitblijven. Tussen 343 v.Chr. en 290 v.Chr. zouden de Romeinen niet minder dan drie Samnitische oorlogen uitvechten.
In 321 v.Chr. behaalden de Samnieten bij de pas van Caudium een grote overwinning op de Romeinen, waarbij ze volgens de overlevering hun Romeinse krijgsgevangen onder het Caudijnse juk lieten lopen. Pas in 290 v.Chr. slaagden de Romeinen erin de Samnieten aan hun gezag te onderwerpen.
De Samnieten berustten ook daarna niet in de Romeinse heerschappij en kwamen in opstand wanneer er een reële kans op succes was. Zij sloten zich omstreeks 280 v.Chr. aan bij Pyrrhus van Epirus en gedurende de Tweede Punische Oorlog bij Hannibal, die tussen 218 en 202 v.Chr. Italië onveilig maakte. In de Bondgenotenoorlog (ca. 90 v.Chr.) kwamen ze opnieuw in opstand en vormden zij de spil van het anti-Romeinse verzet. De Romeinse generaal Sulla was zo verbitterd over hun hardnekkige verzet, dat hij in 82 v.Chr. de verslagen Samnieten voor een belangrijk deel liet uitroeien of in slavernij afvoeren.